# Lettere dalla Sicilia
Lettere dalla Sicilia è un film del 2006 diretto da Manuel Giliberti.

## Riconoscimenti
- 2007 - Globo d'oro
  - Premio film da non dimenticare